# Nuoto ai XIX Giochi asiatici - 50 metri farfalla femminili
La gara dei 50 metri farfalla femminili di nuoto ai XIX Giochi asiatici si è svolta il 29 settembre 2023, durante i XIX Giochi asiatici, presso l'Hangzhou Olympic Sports Expo Center.

## Podio
| Pos.    | Atleta      | Nazione  |
| ------- | ----------- | -------- |
| Oro     | Zhang Yufei | Cina     |
| Argento | Yu Yiting   | Cina     |
| Bronzo  | Rikako Ikee | Giappone |

## Record
Prima della manifestazione il record del mondo (RM), il record asiatico (AS) e il record dei giochi (RC) erano i seguenti.
|  | 24"43 | Sarah Sjöström | 5 luglio 2014 Borås     |
|  | 25"05 | Zhang Yufei    | 29 luglio 2023 Fukuoka  |
|  | 25"55 | Rikako Ikee    | 20 agosto 2018 Giacarta |

Durante la competizione è stato migliorato il seguente record:
|  | 25"10 | Zhang Yufei |

## Programma
| Data              | Ora (UTC+8) | Turno    |
| ----------------- | ----------- | -------- |
| 29 settembre 2024 | 10:00       | Batterie |
| 29 settembre 2024 | 19:30       | Finale   |

## Risultati

### Batterie
| Pos. | Batteria | Atleta                 | Nazionalità         | Tempo | Note |
| ---- | -------- | ---------------------- | ------------------- | ----- | ---- |
| 1    | 4        | Zhang Yufei            | Cina                | 25"78 | Q    |
| 2    | 4        | Yu Yiting              | Cina                | 25"85 | Q    |
| 3    | 3        | Rikako Ikee            | Giappone            | 26"22 | Q    |
| 4    | 2        | Ai Soma                | Giappone            | 26"28 | Q    |
| 5    | 3        | Sofia Spodarenko       | Kazakistan          | 26"45 | Q    |
| 6    | 3        | Jenjira Srisa Ard      | Thailandia          | 26"85 | Q    |
| 7    | 4        | Quah Ting Wen          | Singapore           | 26"87 | Q WD |
| 8    | 4        | Huang Mei-chien        | Taipei cinese       | 26"88 | Q    |
| 9    | 2        | Quah Jing Wen          | Singapore           | 26"97 | Q WD |
| 10   | 1        | Jeong So-eun           | Corea del Sud       | 26"98 | Q    |
| 11   | 2        | Natalie Kan            | Hong Kong           | 27"23 |      |
| 12   | 2        | Tam Hoi Lam            | Hong Kong           | 27"50 |      |
| 13   | 3        | Jasmine Jalkhaldi      | Filippine           | 27"72 |      |
| 14   | 2        | Nina Venkatesh         | India               | 27"80 |      |
| 15   | 4        | Nguyen Thuy Hien       | Vietnam             | 27"89 |      |
| 16   | 3        | Pham Thi van           | Vietnam             | 28"12 |      |
| 17   | 3        | Valerie Tarazi         | Palestina           | 28"13 |      |
| 18   | 4        | Angel Gabriella Yus    | Indonesia           | 28"57 |      |
| 19   | 2        | Pak Misong             | Corea del Nord      | 28"61 |      |
| 20   | 1        | Elizaveta Rogozhnikova | Kirghizistan        | 28"84 |      |
| 21   | 2        | Pannita Chawanuchit    | Thailandia          | 29"82 |      |
| 22   | 3        | Ri Hyegyong            | Corea del Nord      | 30"00 |      |
| 23   | 4        | Kuan I Cheng           | Macao               | 30"16 |      |
| 24   | 2        | Ne Uuriintsolmon       | Mongolia            | 30"36 |      |
| 25   | 4        | Mira Alshehhi          | Emirati Arabi Uniti | 31"21 |      |
| 26   | 1        | Southada Daviau        | Laos                | 31"66 |      |
| 27   | 3        | Mst Sonia Khatun       | Bangladesh          | 31"74 |      |
| 28   | 1        | Ekaterina Bordachyova  | Tagikistan          | 31"85 |      |
| 29   | 1        | Hanan Hussain Haleem   | Maldive             | 32"23 |      |
| 30   | 1        | Iveel Oyundalai        | Mongolia            | 32"96 |      |
| 31   | 1        | Ameena Ameer Qadri     | Pakistan            | 33"11 |      |

### Finale
| Pos. | Atleta            | Nazionalità   | Tempo | Note |
| ---- | ----------------- | ------------- | ----- | ---- |
|      | Zhang Yufei       | Cina          | 25"10 |      |
|      | Yu Yiting         | Cina          | 25"71 |      |
|      | Rikako Ikee       | Giappone      | 26"02 |      |
| 4    | Ai Soma           | Giappone      | 26"07 |      |
| 5    | Sofia Spodarenko  | Kazakistan    | 26"43 |      |
| 6    | Huang Mei-chien   | Taipei cinese | 26"89 |      |
| 7    | Jenjira Srisa Ard | Thailandia    | 26"95 |      |
| 8    | Jeong So-eun      | Corea del Sud | 27"04 |      |